# Население Мурманска
Мурманск — город на северо-западе России, административный центр Мурманской области. Численность населения, проживающего на территории населённого пункта, по данным Всероссийской переписи населения 2010 года составляет 307 257 человек, из них 141 130 мужчин (45,9 %) и 166 127 женщин (54,1 %).
На 1 января 2025 года по численности населения город находился на 75-м месте из 1124 городов Российской Федерации.

## Динамика численности населения
| 1917     | 1920     | 1926     | 1931     | 1933     | 1937     | 1939     | 1956     | 1959     | 1962     | 1967     | 1970     |
| -------- | -------- | -------- | -------- | -------- | -------- | -------- | -------- | -------- | -------- | -------- | -------- |
| 1300     | ↗2500    | ↗8716    | ↗29 194  | ↗55 000  | ↗90 277  | ↗117 069 | ↗168 000 | ↗221 874 | ↗245 000 | ↗287 000 | ↗308 642 |
| 1973     | 1975     | 1979     | 1982     | 1985     | 1986     | 1987     | 1989     | 1990     | 1991     | 1992     | 1993     |
| ↗338 000 | ↗363 000 | ↗380 817 | ↗400 000 | ↗452 000 | ↘449 000 | ↘432 000 | ↗468 039 | ↘442 000 | ↗473 000 | ↘468 000 | ↘455 000 |
| 1994     | 1995     | 1996     | 1997     | 1998     | 1999     | 2000     | 2001     | 2002     | 2003     | 2004     | 2005     |
| ↘444 000 | ↘406 000 | ↘398 000 | ↘394 000 | ↘387 000 | ↘382 700 | ↘376 300 | ↘370 700 | ↘336 137 | ↘336 100 | ↘329 100 | ↘325 100 |
| 2006     | 2007     | 2008     | 2009     | 2010     | 2011     | 2012     | 2013     | 2014     | 2015     | 2016     | 2017     |
| ↘321 000 | ↘317 500 | ↘314 800 | ↘311 209 | ↘307 257 | ↗307 310 | ↘305 034 | ↘302 468 | ↘299 148 | ↗305 236 | ↘301 572 | ↘298 096 |
| 2018     | 2019     | 2020     | 2021     | 2023     | 2024     | 2025     |          |          |          |          |          |
| ↘295 374 | ↘292 465 | ↘287 847 | ↘270 384 | ↘267 422 | ↘266 681 | ↘264 339 |          |          |          |          |          |

Вплоть до 1930-х годов население Мурманска было невелико: в 1917 году в городе жили 1,3 тыс. человек, в 1920 — 2,5, в 1925 — 9 тыс.. Бурный рост числа жителей начался с конца 1920-х годов и был связан с развитием Мурманского морского порта, созданием и обслуживанием советского Северного флота, строительством ряда гражданских и военных объектов на территории Мурманской области. При их сооружении активно использовался труд заключённых ряда ИТЛ системы ГУЛАГа, в которых единовременно содержалось до 8 тыс. человек. К 1939 году население Мурманска составляло 119 тыс. человек.
В годы Великой Отечественной войны население города значительно выросло, поскольку к 1942 году Мурманск остался одним из нескольких портов, через который осуществлялась внешняя торговля СССР и поставки военной техники по ленд-лизу. В 40—50-е годы XX века город продолжал быстро наращивать людность, за эти два десятилетия она удвоилась. В дальнейшем увеличение числа жителей в среднем на 8 тыс. человек в год происходило как за счёт продолжающегося притока мигрантов из других регионов страны, так и за счёт естественного прироста (население Мурманской области долгое время было очень молодым). Занятость населения обеспечивалась за счёт развития в Мурманске сферы услуг.
Массовый отток населения из города произошёл уже в самом начале 1990-х, с 1989 по 1992 годы Мурманск покинули 28 тыс. человек. Основными причинами отъезда населения были резкое ухудшение экономической ситуации в городе, а также больша́я социальная мобильность относительно молодого населения Мурманска. К 2002 году число жителей города сократилось на 150 тыс. по сравнению с 1989 годом, то есть почти на треть. Сопоставимая убыль среди городов с населением более 100 тыс. жителей была только в Грозном, разрушенном войной, Петропавловске-Камчатском, Ленинске-Кузнецком, Магадане и Воркуте. Согласно данным текущего учёта населения, с момента переписи число мурманчан сократилось ещё более чем на 20 тыс. человек. Достоверность этих данных вызывает сомнения, поскольку в 2002 году переписная численность населения оказалась ниже данных текущего учёта на 30 тыс. человек.
Отток населения молодых возрастов привёл к резкому ухудшению демографической ситуации. Если в 1990 году естественный прирост на 1000 жителей составлял 4,5 (рождаемость 10,5; смертность 6), то в 2005 году естественный прирост стал отрицательным и составляет 0,5 % в год. Резкий рост смертности связан с тем, что в преклонном возрасте сейчас находятся многочисленные поколения мурманчан, переселившихся в город в 1950—1970-х годах.

## Естественное движение
Количество родившихся и умерших (абсолютные цифры)
Рождаемость, смертность, естественный прирост на 1000 человек.

## Возрастно-половой состав
Возрастно-половой состав городского округа на 1.01.2016

## Национальный состав
По переписи населения 2010 года из населения Мурманска 89,6 % процентов составляют русские, 4,6 % — украинцы, 1,6 % населения Мурманска — белорусы, татары — 0,8 %, а также 3,2 % других менее многочисленных национальностей.
По итогам переписи населения 2020 года проживали следующие национальности (национальности менее 0,1 % и другое, см. в сноске к строке «Другие»):
| Национальность | Численность, чел. | Доля     |
| -------------- | ----------------- | -------- |
| Русские        | 204 802           | 75,74 %  |
| Украинцы       | 4804              | 1,78 %   |
| Белорусы       | 1611              | 0,60 %   |
| Азербайджанцы  | 1497              | 0,55 %   |
| Татары         | 1012              | 0,37 %   |
| Узбеки         | 716               | 0,26 %   |
| Армяне         | 456               | 0,17 %   |
| Лезгины        | 378               | 0,14 %   |
| Чуваши         | 296               | 0,11 %   |
| Киргизы        | 290               | 0,11 %   |
| Молдаване      | 286               | 0,11 %   |
| Другие         | 54 237            | 20,06 %  |
| Итого          | 270 384           | 100,00 % |

## Округа Мурманска
Административные округа Мурманска не являются муниципальными образованиями.